# H. J. Heinz Company

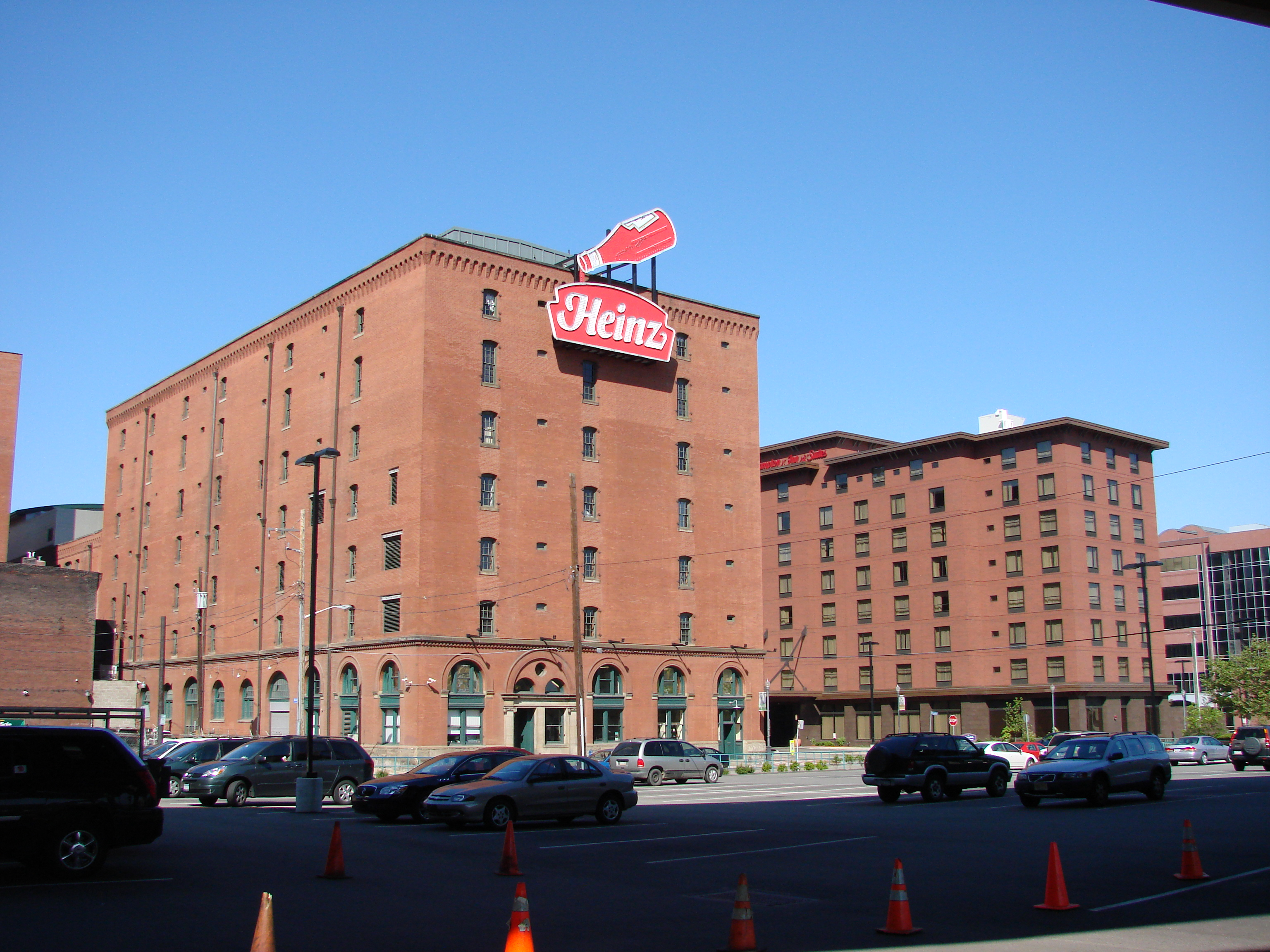
Siedziba w Pittsburghu

H. J. Heinz Company – amerykańskie przedsiębiorstwo zajmujące się produkcją przetworów spożywczych, działające w latach 1869–2015. Od 1946 roku było spółką publiczną notowaną na Nowojorskiej Giełdzie Papierów Wartościowych. W 2015 roku w wyniku połączenia z Kraft Foods przekształcone zostało w The Kraft Heinz Corporation. Siedziba przedsiębiorstwa mieściła się w Pittsburghu, w stanie Pensylwania.
Koncern Heinz zatrudniał około 32 500 pracowników, wytwarzał 5700 produktów i sprzedawał je w ponad 200 krajach. W roku fiskalnym 2009 wartość sprzedaży wyniosła 10 148 082 000 dolarów, dochód operacyjny wyniósł 1 493 652 000 dolarów, a zysk netto osiągnął sumę 923 072 000 dolarów.

## Historia
Historia przedsiębiorstwa Heinz sięga 1869 roku, kiedy to Henry John Heinz wraz ze swoim przyjacielem Clarensem Noble otworzyli przedsiębiorstwo Heinz & Noble i rozpoczęli sprzedaż tartego chrzanu. Mottem H. Heinza było: „Robienie zwykłych rzeczy niezwykle dobrze wiedzie do sukcesu” (ang. To do a common thing uncommonly well brings success). W 1888 roku firma zmieniła nazwę na H. J. Heinz. Dzięki współpracy z brytyjskim domem towarowym Fortnum & Mason, czołowym dostawcą żywności, Heinz weszła w 1896 roku na rynek międzynarodowy, stając się pierwszą amerykańską spółką, która dokonała ekspansji na rynki międzynarodowe, jeszcze w XIX wieku. W 1946 roku przedsiębiorstwo przekształcone zostało w spółkę publiczną, której akcje notowane były na Nowojorskiej Giełdzie Papierów Wartościowych. W roku 1972 sprzedaż osiągnęła wartość miliarda dolarów, a w 1979 roku nowy dyrektor naczelny Anthony J. F. O’ Reilly zapoczątkował okres światowej ekspansji. W 1990 roku spółka Heinz wprowadziła politykę „dolphin-safe”, odchodząc całkowicie od zakupu tuńczyka, odławianego w sposób zagrażający delfinom.
W 2005 roku doszło do wykupienia marek kulinarnych, między innymi firmy Lea & Perrins, części koncernu HP Foods Limited, za ponad 470 milionów funtów szterlingów od Danone. Heinz wykupił także w lipcu 2005, akcje Nancy's Specialty Foods, specjalisty w zakresie produkcji i dystrybucji przystawek, starterów, przekąsek i deserów.
Heinz przez ok. 40 lat był jedynym dostawcą keczupu dla sieci McDonald’s na całym świecie. W 2013 r. po zatrudnieniu w zarządzie Heinza byłego menedżera z konkurencyjnego Burger Kinga, McDonalds zrezygnowało z dalszych dostaw Heinza.
W czerwcu 2013 roku przedsiębiorstwo zostało zakupione przez konsorcjum Berkshire Hathaway i 3G Capital. W lipcu 2015 roku przedsiębiorstwo połączyło się z Kraft Foods, tworząc The Kraft Heinz Corporation.

## Heinz w Polsce
W Polsce koncern Heinz pojawił się w 1994 roku jako importer ketchupu, a także sosów, tuńczyka i fasoli. W roku 1997 Heinz kupił polską fabrykę i markę Pudliszki, dzięki czemu znacznie rozbudował ogólnopolską sieć dystrybucji. W 2001 roku Heinz kupił kolejne dwa zakłady przetwórcze: ZPOW Międzychód i ZKS Wodzisław Śląski S.A., które po trzech latach zostały połączone w procesie fuzji. 30 sierpnia 2005 została zarejestrowana spółka HJ Heinz Polska S.A., z siedzibą w Pudliszkach oraz oddziałem w Warszawie.